# 26908 Lebesgue
26908 Lebesgue è un asteroide della fascia principale. Scoperto nel 1996, presenta un'orbita caratterizzata da un semiasse maggiore pari a 2,5113093 UA e da un'eccentricità di 0,0710451, inclinata di 1,72234° rispetto all'eclittica.